# Invoke Studios
Invoke Studios, anciennement connu sous le nom de Tuque Games, est un développeur de jeux vidéo basé à Montréal, au Québec, Canada. La société est  fondée par Jeff Hattem,, anciennement d'Ubisoft et Behaviour Interactive en 2012. La société a sorti son premier jeu, Livelock, en partenariat avec l'éditeur Perfect World Entertainment en 2016. Invoke Studios travaille sur un second jeu vidéo dans l'univers de Donjons et Dragons, après la sortie de leur deuxième jeu, Dungeons and Dragons: Dark Alliance, également basé sur cette licence.

## Histoire
Tuque Games a été fondé en 2012 en commençant par travailler sur un jeu de rôle de science-fiction intitulé World War Machine en 2014. Ils ont employé des chercheurs sur la nanotechnologie et sur la défense aérospatiale pour aider à développer le jeu. L'art conceptuel du jeu a été créé par Aaron Beck, connu pour son travail sur District 9, Mad Max: Fury Road et Elysium, tandis que l'histoire a été imaginée par Daniel H. Wilson, auteur de Robopocalypse. World War Machine fut validé par Square Enix Collective en avril 2014. Il a été renommé Livelock en 2016. C'était le premier jeu buy-to-play publié par Perfect World Entertainment.
Tuque Games a commencé à développer un jeu vidéo sur l'univers de Donjons et Dragons en partenariat avec Wizards of the Coast avec une équipe de douze collaborateurs au début de 2017. En mars 2019, la société a annoncé que le jeu vidéo sur Donjons et Dragons était en développement. Wizards of the Coast a ensuite acquis Tuque Games en octobre 2019. Dungeons & Dragons: Dark Alliance a été officiellement annoncé par le biais d'une bande-annonce lors des Game Awards 2019 le 12 décembre et sort le 22 juin 2021.
En octobre 2022, le studio change de nom pour devenir Invoke Studios et annonce qu'il travaille sur un autre jeu situé dans l'univers de Donjons et Dragons.

## Jeux
| Titre                               | Date de sortie | Plates-formes                                               |
| ----------------------------------- | -------------- | ----------------------------------------------------------- |
| Livelock,                           | 30 août 2016   | PC, PlayStation 4, Xbox One                                 |
| Dungeons and Dragons: Dark Alliance | 22 juin 2021   | PC, PlayStation 4, PlayStation 5, Xbox One, Xbox Series X/S |